# علي الأول المرادي
| باي تونس المرادي                   |                      |
| [[ملف:\|مركز\|200px\|]]            |                      |
| علي بن مراد باي صاحب الحضرة العلية |                      |
| السابق                             | مراد باي الثاني      |
| ولاية العهد                        | {{{ولي العهد}}}      |
| فترة الحكم                         | من 1675 م إلى 1688 م |
| اللاحق                             | محمد الثاني          |
| حياته                              |                      |
| الميلاد                            |                      |
| الوفاة                             | 1688 م               |
| المراديون                          |                      |

علي باي الأول، هو باي مرادي تولى الحكم على مرحلتين بين 1675 و1688. اقتسم الحكم بعد وفاة أبيه مراد باي الثاني في الأول مع أخيه محمد إلا أنه مالبث أن دخل معه في صراع فتح أبواب حرب أهلية دامت سنوات طويلة. استطاع عام 1677 الانتصار على خصمه في «معركة الكريمة» قرب مدينة الفحص إلا أنه لم يستطع الحسم معه نهائيا لا سيما بعد تحالف هذا الأخير مع عمه محمد الحفصي باشا. قبل علي باي عام 1679 اثر وساطة من داي الجزائر  باقتسام الحكم مع غريميه لمدة قصيرة قبل أن يعود الاقتتال بين الطرفين من جديد. أدت الحرب  على منصب الباي إلى عودة نفوذ الداي الذي اختار بايا جديدا  مما دفع الأخوين إلى هدنة وطلب العون من داي الجزائر الذي تمكنت قواته من احتلال العاصمة وارجاع الحكم إليهما. لم يدم الود طويلا بين الأخوين إذ عاد التوتر بينهما ليغتال في النهاية علي على يد محمد عام 1688.
1. ↑  "المراديون في تونس"، موقع حكام نسخة محفوظة 24 سبتمبر 2015 على موقع واي باك مشين.
2. ↑  "الإيالة التونسية أواخر القرن السابع عشر" ص38 نيقولا برلنجيه، لارماتان 1993